# 篠田勝英
篠田 勝英（しのだ かつひで、1948年12月18日 - ）は、日本のフランス文学者。白百合女子大学名誉教授。中世フランス文学専攻。公益財団法人日仏会館常務理事をつとめ、2023年時点で渋沢・クローデル賞委員会の審査委員をつとめる。

## 略歴
石川県金沢市出身。1973年東京大学文学部仏文科卒業。1979年 同大学院博士課程単位取得満期退学、白百合女子大学文学部専任講師。1982年助教授、1992年教授。

## 受賞
- 1984年  G.デュビー『中世の結婚』の翻訳で渋沢クローデル賞受賞。
- 1997年 『薔薇物語』の翻訳で読売文学賞受賞。
- 2011年 『慈しみの女神たち』で日本翻訳出版文化賞受賞[5]。

## 著書
- 『はじめてのフランス語』 講談社現代新書 1992年

### 翻訳
- ボワロ&ナルスジャック『探偵小説』白水社：文庫クセジュ 1977年
- マドレーヌ・ラザール『ラブレーとルネサンス』宮下志朗共訳 白水社：文庫クセジュ 1981年
- ジョルジュ・デュビー『中世の結婚 騎士・女性・司祭』新評論 1984年
- オギュスタン・ベルク『風土の日本 自然と文化の通態』 筑摩書房 1988年／ちくま学芸文庫 1992年
- オギュスタン・ベルク『日本の風景・西欧の景観 そして造景の時代』講談社現代新書 1990年
- オギュスタン・ベルク『都市のコスモロジー 日・米・欧都市比較』講談社現代新書 1993年
- オギュスタン・ベルク『地球と存在の哲学 環境倫理を越えて』ちくま新書 1996年
- ギョーム・ド・ロリス/ジャン・ド・マン『薔薇物語』平凡社 1996年／ちくま文庫（上下） 2007年
- ユベール・ド・マクシミー『赤の文書』白水社 2001年
- ミシェル・パストゥロー『ヨーロッパ中世象徴史』白水社 2008年、復刊2018年
- ジョナサン・リテル『慈しみの女神たち』菅野昭正・星埜守之・有田英也共訳 集英社 2011年
- 『フランス中世文学名作選』白水社 2013年、松原秀一・天沢退二郎・原野昇解説
鈴木覺・瀬戸直彦・福本直之・細川哲士・横山安由美と共訳
- 『フランス・ルネサンス文学集2 笑いと涙と』、『3 旅と日常と』白水社（全3巻）、2016-2017年。分担共訳

## 論文
- ＜篠田勝英 CiNii

## 参考
- 篠田 勝英 - J-GLOBAL